# FM-8
FM-8（Fujitsu Micro 8，富士通微机8）是富士通在1981年5月开发并生产的个人电脑。FM-8后来由两种新型号替代——面向商业的FM-11和面向大众市场的FM-7。